# Diplasterias radiata
Diplasterias radiata är en sjöstjärneart som först beskrevs av Jean Baptiste François René Koehler 1923.  Diplasterias radiata ingår i släktet Diplasterias och familjen trollsjöstjärnor. Inga underarter finns listade i Catalogue of Life.